# Bán György
Bán György (Budapest, 1918. október 11. – Budapest, 1985. december 19.) magyar bemondó.

## Életpályája
Karrierje a Magyar Rádió bemondójaként indult 1945-ben. 1962-től a Magyar Televízió bemondócsapatát erősítette. Több mint két évtizeden keresztül volt a TV Híradó meghatározó hangja. Homoki Nagy István filmjeinek szövegét is tolmácsolta. A lóversenyek hangosbemondóján hosszú éveken keresztül mondta be az eredményeket. Számtalan filmes bemondói és alámondói munkái mellett feltűnt filmszerepekben és dolgozott műsorvezetőként is.

## Bemondói, alámondói munkái

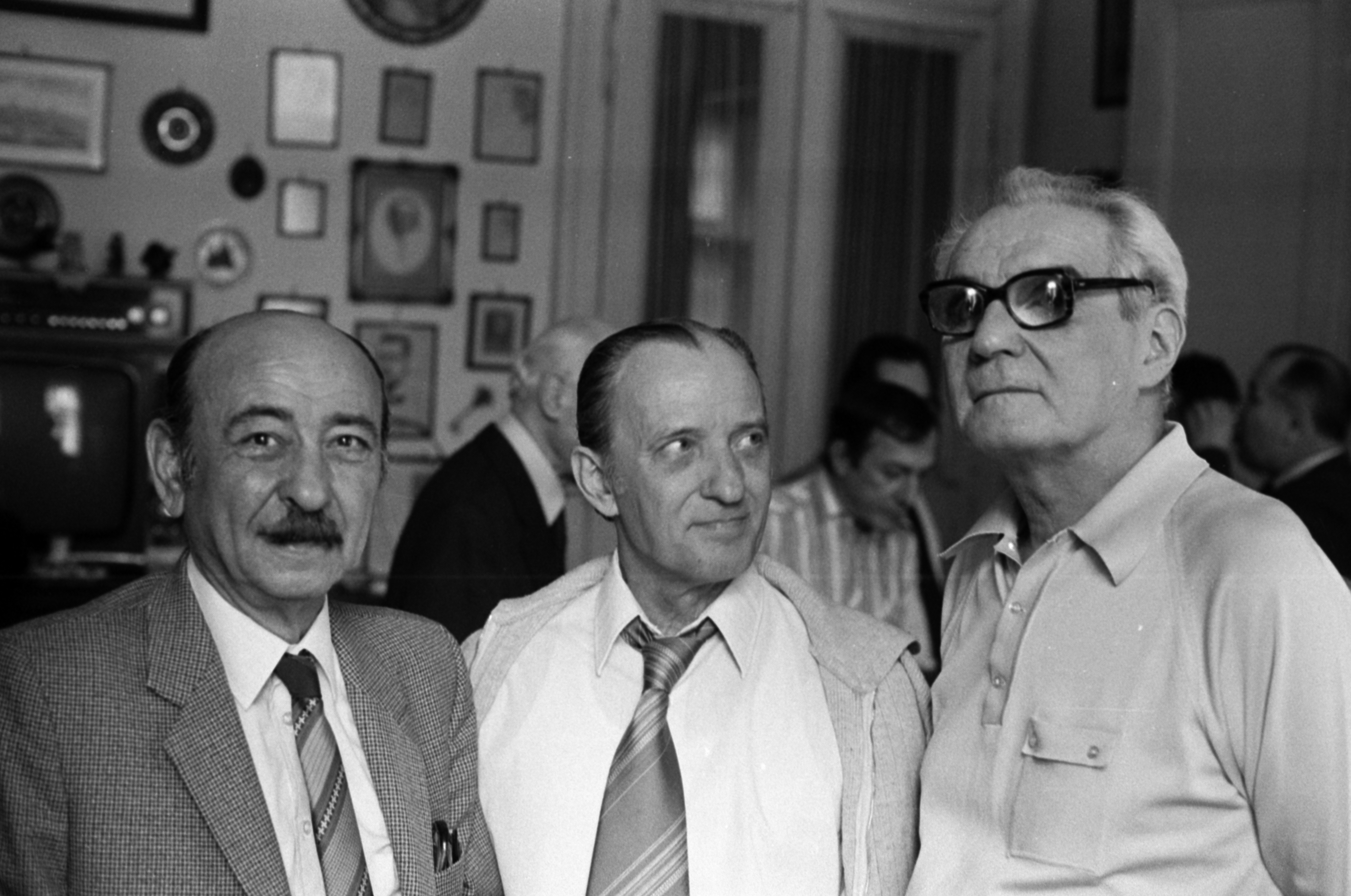
1976-ban Körmendy László rádióbemondóról, Harminc év a mikrofon előtt címmel forgatott televíziós portréfilm szünetében Bán György bemondó, Hertai Jenő forgatókönyvíró-rendező és Körmendy László.

- Baleset elhárítás a bőriparban – oktatófilm (1950)
- A békéért harcolunk – riportfilm (1950)
- Egy kerecsensólyom története – dokumentumfilm (1950)
- Löszfalak madarai - dokumentumfilm (1950)
- Felejthetetlen találkozás – riportfilm (1951)
- Harcban a béketerv sikeréért – riportfilm (1951)
- A magyar kormányküldöttség látogatása a Német Demokratikus Köztársaságban (1952)
- Munkavédelem a kohászatban – oktatófilm (1952)
- Sztálin népének küldöttei - riportfilm (1952)
- Bányászatunk új utakon – dokumentumfilm (1953)
- Hírös város – dokumentumfilm (1953)
- Népünk békét akar – dokumentumfilm (1953)
- Óvd a filmet! – oktatófilm (1953)
- Új erő forrása – riportfilm (1954)
- Baráti látogatás – riportfilm (1957)
- Utazás a Lottó körül – propagandafilm (Erdei Klári bemondóval, 1958)
- Mit tegyünk? – oktatófilm (1959)
- Modern kuruzslók – oktatófilm (1960)

## Filmszerepei
- Házasságból elégséges (1960)
- Kertes házak utcája (1963)
- Napraforgó (1974)